# Rubritrochus
Rubritrochus là một chi ốc biển, là động vật thân mềm chân bụng sống ở biển trong họ Trochidae, họ ốc đụn.

## Các loài
Các loài trong chi Rubritrochus gồm có:
- Rubritrochus declivis (Forskål, 1775)
- Rubritrochus pulcherrimus (A. Adams, 1855)